# Eckehard Bamberger
Eckehard Bamberger (* 11. Juli 1931 in St. Valentin, Niederösterreich) ist ein österreichischer Schriftsteller.

## Leben

### Studium und Beruf
Eckehard Bamberger studierte ab 1951 in Innsbruck Philosophie, Kunstgeschichte, Musikwissenschaft. 1956 zog er nach Wien.
Im Auftrag des Bundesministeriums für Unterricht gründete Bamberger die „Österreichische Phonothek“ als nationales Medienarchiv für Ton- und Bilddokumentation. Schwerpunkte der Sammlungstätigkeit liegen in der Zeitgeschichte, besonders in den Aspekten Politik, Wissenschaft und Kunst. 1965 begann das „Klingende Archiv Österreichs“ seine Schallplattenproduktion und organisierte den Schallplattenverkauf. Für eine Dienststelle des Unterrichtsministeriums war es zunächst schwierig, eine Schallplattenproduktion aufzubauen, da für dieses Unternehmen ein Gewerbeschein die Voraussetzung war, womit die Österreichische Phonothek in dieser Hinsicht einer "privaten" Firma gleichgestellt wurde. Schließlich konnte diese Hürde überwunden werden, so dass der Weg frei war, eine Schallplattenproduktion aufzubauen. In den Jahren 1965–1973 wurden 40 Schallplatten produziert, darunter 15 Schallplatten „Österreichische Musik des 20. Jahrhunderts“, „Das Werk der Brüder Schrammel“, „Volksmusik aus Tirol“, „Kengele za juu“.
1980 wurde in Wien ein mit 80 Sitzplätzen ausgestatteter Saal eingerichtet und ein „Audio-visuelles Theater“ eröffnet. Die Audiovisionen der Österreichischen Phonothek brachten Musik-Visualisierungen wie Franz Schuberts „Die schöne Müllerin“, Modest Mussorgskys „Bilder einer Ausstellung“, Claude Debussys und M. Ravels „Multimedia-Konzert“, Richard Strauss’ und Camille Saint-Saëns’ „Märchen und Geschichten vom Notenpult gespielt“ und Joseph Haydns’ „Die Schöpfung“. Bildhafte Vorstellungen zu dem Gehörten konnten zu einer Intensivierung des Musikverständnisses führen. Die Vorführungen wurden vor allem von Schülern in Anspruch genommen. Die Einrichtung des Audio-visuellen Theaters eröffnete einen neuen Abschnitt in der Entwicklung der Österreichischen Phonothek. Verbunden mit der Pensionierung von Bamberger, wurde die Österreichische Phonothek 2001 eine Abteilung des Technischen Museums Wien und in Österreichische Mediathek umbenannt.

### Religion
Schon von Jugend an war Bamberger in verschiedenen katholischen Organisationen tätig. Bamberger besuchte an der theologischen Fakultät der Universität Innsbruck Vorlesungen der Brüder Karl Rahner (Konzilstheologe) und Hugo Rahner (Kirchenhistoriker). Die Auseinandersetzung mit religiösen Fragestellungen wurde zum Ausgangspunkt für viele seiner Vorträge und die Basis seiner religiösen Schriften und Bücher, vorrangig seine Veröffentlichungen PSALM 1 – Die Wege Gottes und der Menschen 2013, Gott und Ich – Eine Partnerschaft für immer und ewig 2017 und Gott und die Welt – Gedanken zur Schöpfung für Gläubige und für jene, die auf dem Weg zu Gott sind 2021. Alle drei Bücher erschienen im Olona-Verlag.

## Werke

### Buchveröffentlichungen
- Lichtkreise: Provokationen christlichen Denkens, 2008, ISBN 978-3200010918
- Psalm 1: die Wege Gottes und der Menschen, 2013, ISBN 978-3950349917
- Gott und Ich: Eine Partnerschaft für immer und ewig, 2017, ISBN 978-3950349924
- Gott und die Welt: Gedanken zur Schöpfung für Gläubige und für jene, die auf dem Weg zu Gott sind, 2021, ISBN 978-3950349955

### Andere Werke
- Die Österreichische Phonothek. 25 Jahre Tondokumentation, 1985
- mit Harry Slapnicka: Schwanenstadt. Chronik herausgegeben von der Stadtgemeinde Schwanenstadt zur 350-Jahr-Feier der Stadterhebung. 1977.

## Belege
1. ↑  Zur Sammlungspolitik der Phonothek um 1965
2. ↑  Stille Nacht, gesungen in Suaheli im Auftrag des Außenministeriums

| Personendaten    | Personendaten          |
| ---------------- | ---------------------- |
| NAME             | Bamberger, Eckehard    |
| KURZBESCHREIBUNG | österreichischer Autor |
| GEBURTSDATUM     | 11. Juli 1931          |
| GEBURTSORT       | St. Valentin           |